# 1689年波士顿起义
1689年波士顿起义是发生在1689年4月18日反抗新英格兰自治领总督埃德蒙·安德罗斯爵士的统治的民众起义。在自治领民兵和波士顿市民的精心组织下，“暴民”在城内逮捕自治领官员。被清教徒认为支持自治领政府统治的圣公会教徒也遭拘捕。不过这次起义期间双边都没有出现人员伤亡。前马萨诸塞湾殖民地的领导人重新取得政府控制权。之前被自治领政府撤职的其他殖民地政府官员重新掌握了权力。
1686年获命成为自治领总督的安德罗斯上任后无视地方代表权、对镇民大会设限、积极推行圣公会、强制执行航海法案，还否认马萨诸塞殖民地已有土地所有权的合法性，种种极其不得人心的行径和英格兰发生的光荣革命共同影响，导致殖民地清教徒决定揭竿而起，推翻他的统治。

## 背景
17世纪80年代初，英格兰国王查尔斯二世开始采取措施重组新英格兰殖民地。查尔斯打算精简各殖民地的管理机构，将殖民地集中管理，但由于清教徒统治者拒绝遵从国王指令在殖民地内改革，马萨诸塞湾殖民地的特许状于1684年遭到撤销。1685年查尔斯二世去世后，继位的罗马天主教徒詹姆斯二世继承兄长的遗志，最终建立了新英格兰自治领。
1686年，纽约前任总督埃德蒙·安德罗斯爵士获命成为自治领总督。该自治领包括马萨诸塞湾殖民地、普利茅斯殖民地、康涅狄格殖民地、新罕布什尔省和羅德島殖民地及普羅維登斯莊園。1688年，自治领的管辖范围扩张到纽约、东泽西省和西泽西省。
安德罗斯对新英格兰的统治极其不得人心。他无视地方代表权，否认马萨诸塞殖民地已有土地所有权的合法性（这一合法性是以之前遭国王撤销的特许状为基础），对镇民大会设限，还积极地在那些很大程度上属清教徒地盘的地区推行英格兰圣公会。他强制执行的航海法案对新英格兰的一些贸易惯例构成威胁。进驻波士顿的王家军队士兵还经常受到军官虐待，这些军官支持总督，并且其中大部分不是圣公会就是天主教徒。
与此同时，詹姆斯二世在英格兰也变得越来越不得民心。国王试图修改刑法，将之调整得更为宽松，此举导致原本支持他的托利党人变得疏远。1687年，他发布大赦谕诰，提供一定程度的宗教自由，这一做法又遭到圣公会教会阶层的强烈反对。在许多国会议员眼中，詹姆斯二世增强正规军兵力、以天主教徒出任军队要职之举对他们的权威构成威胁。国王还试图安排一些宗教开明人士进入国会，期望借他们之手废除《宗教考查法》，该法规定许多公务员职务都需要经过严格的圣公会信仰考查。1688年6月，国王的儿子及潜在继承人詹姆斯出生，部分辉格党人和托利党人搁置政治歧见，密谋推翻国王统治，由国王信仰新教的女婿奥兰治亲王威廉继任。威廉曾希望能在政治上得到岳丈的赏识，但一直徒劳无功，他接受辉格党和托利党的示好，率兵入侵英格兰，经过11至12月这场几乎兵不血刃的革命，威廉与妻子玛丽成为不列颠群岛的共同统治者。
以科顿·马瑟和因克瑞斯·馬瑟为首的马萨诸塞殖民地宗教领袖反对安德罗斯的统治，他们还组织异见人士有针对性地对远在伦敦的法庭产生影响。詹姆斯二世发布大赦谕诰后，因克瑞斯·马瑟给国王去信，对谕诰表示赞赏，还建议马萨诸塞殖民地的其他牧师也向詹姆斯二世表示感谢，以期获国王青眼相看，增大影响力。有10位牧师接受了建议，他们还决定派因克瑞斯前去英格兰，告知国王他们对安德罗斯的不满。虽然受到自治领书记爱德华·兰道夫的百般阻挠（甚至还有刑事指控），但因克瑞斯还是于1688年4月暗中登上驶往英格兰的船。詹姆斯二世接待了包括因克瑞斯在内的多位马萨诸塞殖民地代表，并于1688年10月承诺，殖民地居民的诉求会得以解决。但光荣革命的爆发却导致这一天的到来变得遥遥无期。

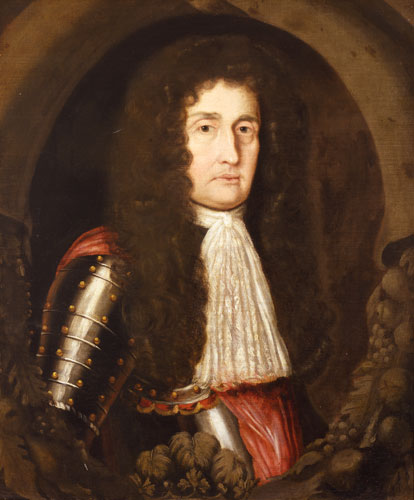
埃德蒙·安德罗斯爵士肖像，由玛丽·比尔所绘

马萨诸塞殖民地接下来向新国王和贸易委员会呈请恢复殖民地特许状。马瑟还进一步说服贸易委员会暂时不要告知安德罗斯发生了革命。马瑟已经派人给前任殖民地总督西蒙·布拉德斯崔特送信，信中包含革命前准备的消息报告，称之前国王废除特许状之举并不合法，殖民地裁判官应该“让人们做好面对变革的准备”。正式消息传至波士顿前，显然已经有部分人听到爆发革命的传言。波士顿商人约翰·尼尔森在一封签署日期为3月下旬的信件中写下了英格兰的事变，他之后在起义中发挥了重要作用。正是在这封信的推动下，马萨诸塞殖民地的反安德罗斯派资深政治和宗教领袖开始举行会面。
安德罗斯是在带领远征队前去佩马奎德（今缅因州林肯县布里斯托尔）设防、保护该地区免受法国人和印第安人攻击时首次得知很快会发生起义反抗他统治的消息。1688年（1689年）1月上旬，他收到詹姆斯二世的信，信中称荷兰正在集结军队。1月10日，他发布公告，警告新教徒不要蠢蠢欲动，禁止任何针对自治领的起义。安德罗斯在缅因州的军事力量包括英格兰正规军和来自马萨诸塞殖民地以及缅因州本地的民兵。各民兵连由正规军指挥，但经常遭到严厉的纪律管教，使双方关系越来越疏远。惊觉波士顿的反对人士会面、并获知多个有关光荣革命的非正式消息后，安德罗斯于3月中旬从缅因州赶回波士顿。听到这些被安德罗斯称为“天主教阴谋”的流言后，缅因州的民兵也叛变了，来自马萨诸塞殖民地的民兵开始赶路回家。4月上旬，有关光荣革命的文告附本传到波士顿，安德罗斯逮捕了信使，但消息还是传了开去，坚定了民众起义的决心。4月16日，安德罗斯给远在佩马奎德的军队指挥官去信，称“人群中存在一种挥之不去的骚动，他们对以前的特许状充满期待”，他这时还准备把叛变的民兵逮捕，再用船送回缅因州。这种逮捕殖民地子弟兵的威胁使得波士顿人民和自治领政府之间的关系更趋紧张。

## 波士顿起义

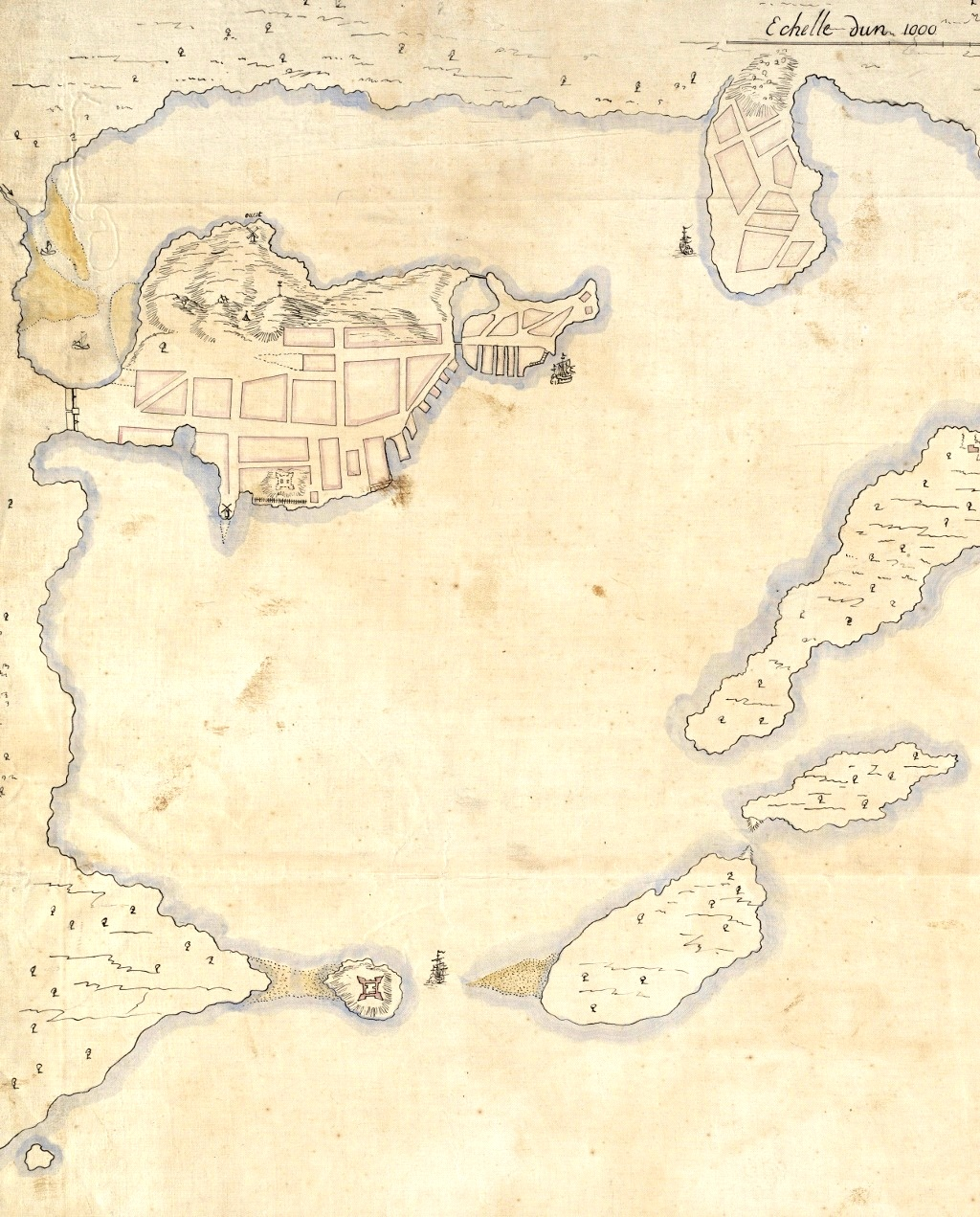
1692年波士顿港地图，波士顿半岛位于左上方，最上面的是查尔斯顿半岛，左下方可以看到卡斯特岛。玛丽堡位于波士顿半岛南侧。

4月18日早上5点左右，多个民兵连开始在查尔斯顿和罗克斯伯里集结，查尔斯顿和波士顿之间只隔了一条查尔斯河，罗克斯伯里则是波士顿同大陆连接的战略要地。上午8点左右，查尔斯顿的多个连队登船渡河，罗克斯伯里的连队则向波士顿城内进军。与此同时，马萨诸塞州炮兵连的共谋者进入市里军团鼓手的家里，将众鼓手的装备没收。民兵连于上午8点半左右会师，并且还有越来越多的市民加入，然后四下拘捕自治领官员和团级军官。很快，他们就包围了安德罗斯所在的玛丽堡。
英国皇家海军护卫舰“玫瑰号”船长约翰·乔治是最早遭到逮捕的一位军官，他于这天上午9到10点间的某个时间上岸，但马上就遇上了船上的木匠和一个排的民兵，原来这个木匠也已经加入叛军。乔治要求对方出示逮捕令，众民兵纷纷拔出剑并将他逮捕。到了上午10点左右，大部分自治领官员和军官要么被捕，要么已经逃往卡斯特岛或其他前哨堡垒。波士顿包括一名教会委员和一个药剂师在内的许多英格兰圣公会教徒都被暴民围捕。正午前不久，灯塔山上升起橙色旗帜，通知另外1500民兵进城。这些部队在集市广场聚拢并阅读声明。声明中宣布支持“奥兰治亲王的崇高事业”，他们是因为发现了“可怕的‘天主教阴谋’”而起义。
以前总督西蒙·布拉德斯崔特为首的前马萨诸塞殖民地领导人呼吁安德罗斯总督为自身安全着想投降，声称他们面对的是群“完全一无所知”的暴民。安德罗斯拒绝投降，企图逃往“玫瑰号”，但从玫瑰号上靠岸的小船也被民兵截获，总督于是又被迫逃回玛丽堡。接下来双方谈判，安德罗斯同意离开堡垒与叛军议会面谈。得到个人安全的保证后，他在卫兵的护卫下前去一幢大楼与议会人士见面。进入大楼后，他人告知安德罗斯，“他们一定要、并且也会把政府掌握在自己手中”，然后就将他逮捕。安德罗斯被带到自治领官员约翰·厄舍（John Usher）家里，并且受到严密监控。
“玫瑰号”和卡斯特岛上的威廉堡都拒绝立即投降。但到了19号，“玫瑰号”船员得知船长计划带船前去法兰西投奔遭到流放的詹姆斯二世，众船员于是开始反抗，其中的清教徒扯下了船上的索具，看到这一幕后，卡斯特岛上的军队也投降了。

## 余波

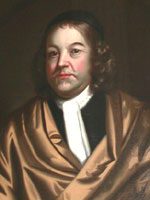
前马萨诸塞殖民地总督西蒙·布拉德斯崔特

玛丽堡在19日陷落后，叛军将原本关在厄舍家中的安德罗斯转移到这里。他和包括约瑟夫·达德利在内的其他自治领官员一起在这里关押到6月7日，然后又被转送到卡斯特岛上。有广为流传的说法声称安德罗斯曾试图身穿女性衣装逃跑。但波士顿的英格兰圣公会牧师罗伯特·拉特克利夫（Robert Ratcliff）声称这一说法和别的多个说法一样“毫无事实依据”，都不过是些“谬误和谎言”，传播这些谎言就是为了“让人们憎恶他们的总督”。8月2日，安德罗斯在其仆人用酒买通哨兵后成功逃离卡斯特岛。他一度逃到罗德岛，但不久后再度被捕，然后基本上都是被单独囚禁。安德罗斯和其他在起义期间被捕人士一直被关押了10个月，然后被送往英格兰接受审判。身在伦敦的马萨诸塞殖民地代表拒绝在指控安德罗斯的诉状上签字，所以他很快就得以无罪释放。之后，安德罗斯还曾担任弗吉尼亚和马里兰总督。

## 自治领解散
自治领内的其它新英格兰殖民地得知安德罗斯已被推翻后，之前的殖民政府开始恢复职权。罗德岛和康涅狄格根据之前的特许状恢复管理，马萨诸塞殖民地先是由裁判官、马萨诸塞湾官员和安德罗斯治下议会的大部分议员共同组建临时委员会治理，之后再根据特许状恢复统治。部分波士顿领袖人物认为，激进的叛变已经严重影响委员会权威，所以将之解散。新罕布什尔殖民地一度没有正式政府，而是由马萨诸塞殖民地及总督西蒙·布拉德斯崔特控制，布拉德斯崔特也成为北方殖民地事实上的统治者。普利茅斯殖民地也恢复了原有的管理模式。
虽已沦为阶下囚，但安德罗斯还是成功地给身在纽约的副总督弗朗西斯·尼科尔森报信。尼科尔森于5月中旬收到总督求援的消息，但这时他的大部分兵力都已派往缅因州，再加上纽约的局势也日益紧张，他无法针对总督的请求采取任何有效行动。之后，尼科尔森也被雅各布·莱斯勒带领的派系推翻并逃回英格兰。莱斯勒此后管理纽约直至1691年英格兰军队前来时止，威廉和玛丽委任的亨利·斯洛特接手成为新的统治者。斯洛特以叛国罪起诉莱斯勒，后者定罪后遭到处决。
莱斯勒的反叛受到镇压，新英格兰的多个殖民地政府相继恢复后，英格兰官员没有做进一步努力去恢复“支离破碎的”自治领。由于安德罗斯被捕已是“既成事实”，伦敦的关注重点就变成如何处理马萨诸塞殖民地及其遭到撤销的特许状。在这样的考量下，马萨诸塞湾省于1691年建立，其中包括原本的马萨诸塞殖民地和没有特许状的普利茅斯殖民地，以及原本隶属纽约的南塔克特、马萨葡萄园岛、伊丽莎白群岛，还有原属缅因州的部分地区。因克瑞斯·馬瑟没能实现恢复清教徒统治的愿望，新特许状中仍然规定总督由英格兰任命，并实施宗教宽容政策。

### 引用
1. 1 2  Lustig, p. 192
2. ↑  Lovejoy, pp. 148–56
3. ↑  Lovejoy, pp. 155–57, 169–70
4. ↑  Lovejoy, p. 170
5. ↑  Barnes, pp. 46–48
6. ↑  Barnes, p. 223
7. ↑  Lovejoy, pp. 180, 192–93, 197
8. ↑  Barnes, pp. 169–70
9. 1 2  Webb, p. 184
10. ↑  Miller, pp. 162–164
11. ↑  Lovejoy, p. 221
12. ↑  Webb, pp. 101–7
13. ↑  Miller, p. 178
14. ↑  Miller, p. 186
15. ↑  Lustig, p. 185
16. ↑  Miller, p. 176
17. ↑  Lovejoy, pp. 226–28
18. ↑  Hall, pp. 207–10
19. ↑  Hall, p. 210
20. ↑  Hall, pp. 210–11
21. ↑  Hall, p. 217
22. ↑  Barnes, pp. 234–35
23. ↑  Barnes, p. 238
24. ↑  Steele, p. 77
25. ↑  Steele, p. 78
26. 1 2  Lustig, p. 182
27. ↑  Webb, p. 182
28. ↑  Webb, p. 183
29. ↑  Webb, p. 185
30. ↑  Lustig, p. 190
31. ↑  Webb, pp. 186–87
32. ↑  Webb, p. 187
33. 1 2  Webb, p. 188
34. ↑  Lustig, pp. 160, 192
35. ↑  Webb, pp. 190–91
36. ↑  Lustig, p. 193
37. ↑  Webb, p. 191
38. ↑  Palfrey, p. 586
39. 1 2  Webb, p. 192
40. ↑  Lustig, pp. 145,197
41. ↑  Webb, p. 193
42. ↑  Fiske, p. 272
43. ↑  Lustig, pp. 200–201
44. ↑  Lustig, p. 201
45. ↑  Lustig, p. 202
46. ↑  Kimball, pp. 53–55
47. ↑  Lustig, pp. 244–45
48. ↑  Palfrey, p. 596
49. ↑  Lovejoy, pp. 247, 249
50. ↑  Tuttle, pp. 1–12
51. ↑  Lovejoy, p. 246
52. ↑  Lustig, p. 199
53. ↑  Lovejoy, pp. 255–56
54. ↑  Encyclopædia Britannica, "Leisler, Jacob"
55. ↑  Lovejoy, pp. 326–338
56. ↑  Lovejoy, pp. 355–57
57. ↑  Evans, p. 430
58. ↑  Evans, pp. 431–49
59. ↑  Barnes, pp. 267–69